# Долабеллы
Долабеллы — одна из ветвей римского патрицианского рода Корнелиев.
Публий Корнелий Долабелла в 283 году до н. э., будучи консулом, покорил кельтских зенонов.
Гай Долабелла, супруг дочери Цицерона, Туллии, участвовал в междоусобных войнах последней эпохи Римской республики. Сначала он был противником Цезаря, потом сопровождал его в Африку и Испанию. После убийства Цезаря Долабелла стал сперва на сторону заговорщиков, но затем вступил в соглашение с Антонием и получил в управление Сирию. Запертый Кассием в Лаодикии, кончил жизнь самоубийством.